# Matt Cameron

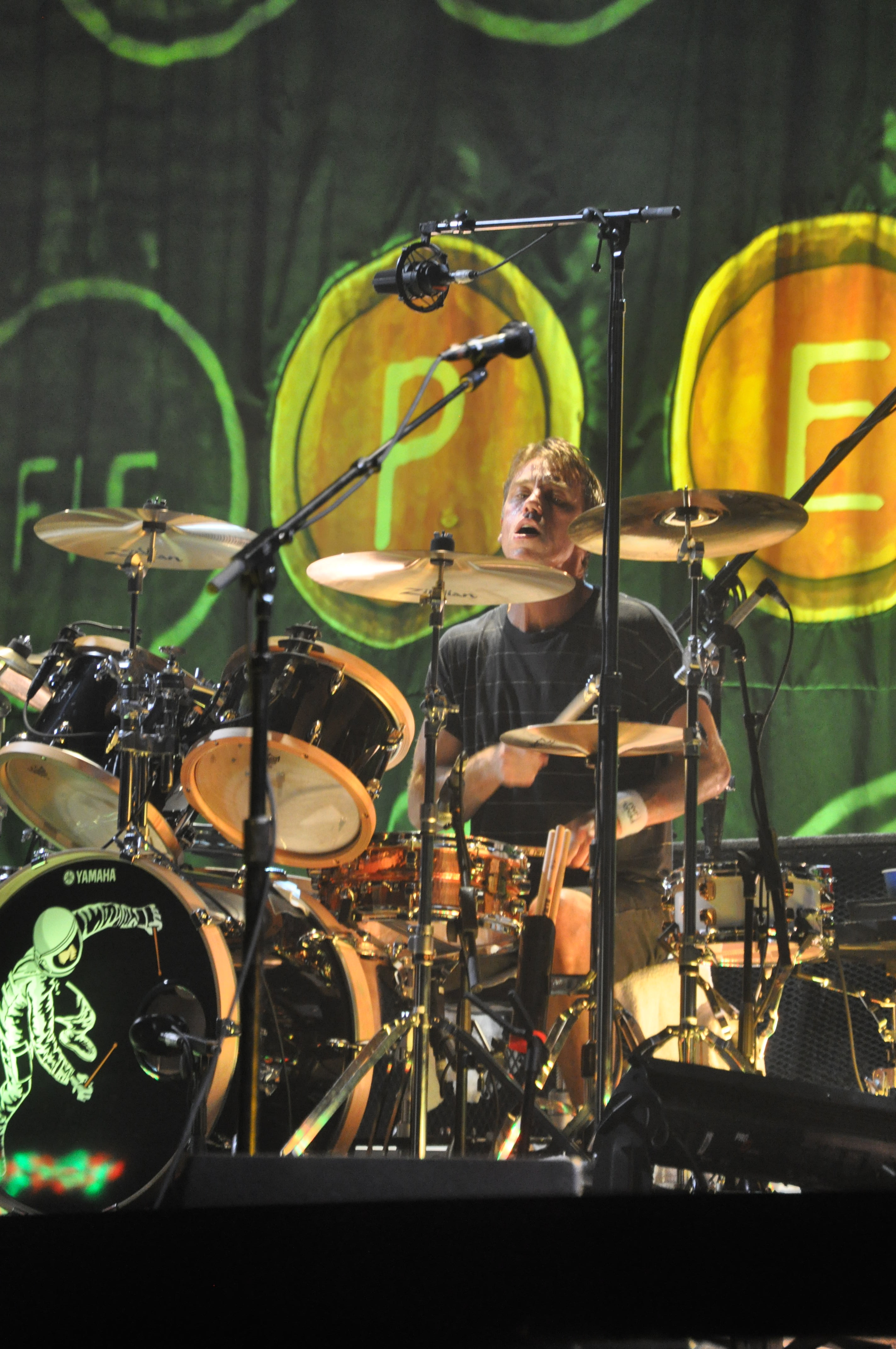
Matt Cameron, 2009 mit Pearl Jam

Matthew „Matt“ Cameron (* 28. November 1962 in San Diego, Kalifornien) ist ein US-amerikanischer Musiker. Bekannt wurde er als Schlagzeuger der Rockband Soundgarden. Seit 1998 war er Schlagzeuger bei Pearl Jam, bis er die Band 2025 verließ.
Mit 13 Jahren spielte er mit Freunden in einer Cover-Rockband namens „KISS“. Im Jahre 1978 hatte er einen Auftritt in der Komödie Angriff der Killertomaten, wo er das Lied „Puberty Love“ sang. In den frühen 1980er Jahren zog er nach Seattle. Dort wurde er im Jahr 1986 Mitglied der Rockband Skin Yard. Im Jahre 1988 wechselte er zu Soundgarden, deren Schlagzeuger er bis zur Bandauflösung 1997 blieb. Seit sich Soundgarden 2010 wiedervereinigten, spielte Cameron bis 2017 für zwei Bands, da er Pearl Jam nicht verließ.
Danach trat er bei den Smashing Pumpkins in Erscheinung. Nebenbei hatte er weiter Gastauftritte, u. a. bei seinem ehemaligen Bandkollegen Chris Cornell. Er spielt gelegentlich auch Jazzmusik, u. a. bei den Tone Dogs und zusammen mit John McBain Progressive Rock im gemeinsamen Nebenprojekt Wellwater Conspiracy. Ebenfalls gehörte Cameron zur ersten Live-Besetzung von Queens of the Stone Age.
Der Rolling Stone listete Cameron 2016 auf Rang 52 der 100 größten Schlagzeuger aller Zeiten.